# 화성시 을
화성시 을은 대한민국의 국회의원 선거구이다. 경기도 화성시의 일부 지역을 관할한다. 현직 국회의원은 개혁신당의 이준석이다.

## 역사
제18대 국회의원 선거를 앞두고 화성시 선거구가 갑, 을로 분구되면서 신설되었다.
제20대 국회의원 선거를 앞두고 새로 신설되는 화성시 병에 진안동, 병점1동, 병점2동, 반월동, 기배동, 화산동 지역을 내주었다.
제21대 국회의원 선거를 앞두고 동탄3동이 화성시 병 선거구로 넘어갔다.
제22대 국회의원 선거를 앞두고 화성시 지역의 선거구가 개편되면서 동탄1동, 동탄2동, 동탄5동이 신설되는 화성시 정 선거구로 넘어갔다.

## 관할 구역
| 대수  | 관할 구역                                                                                  |
| ----- | ------------------------------------------------------------------------------------------ |
| 18대  | 화성시 동탄면, 진안동, 병점1동, 병점2동, 반월동, 기배동, 화산동, 동탄1동, 동탄2동          |
| 19대  | 화성시 동탄면, 진안동, 병점1동, 병점2동, 반월동, 기배동, 화산동, 동탄1동, 동탄2동, 동탄3동 |
| 20대  | 화성시 동탄면, 동탄1동, 동탄2동, 동탄3동, 동탄4동                                          |
| 21대  | 화성시 동탄1동, 동탄2동, 동탄4동, 동탄5동, 동탄6동, 동탄7동, 동탄8동                       |
| 20대~ | 화성시 동탄4동, 동탄6동, 동탄7동, 동탄8동, 동탄9동                                         |

## 역대 국회의원
| 선거   | 정당 | 정당         | 의원   |
| ------ | ---- | ------------ | ------ |
| 2008년 |      | 한나라당     | 박보환 |
| 2012년 |      | 민주통합당   | 이원욱 |
| 2016년 |      | 더불어민주당 | 이원욱 |
| 2020년 |      | 더불어민주당 | 이원욱 |
| 2024년 |      | 개혁신당     | 이준석 |

## 역대 선거 결과

### 대한민국 제18대 국회의원 선거
|  | 51.49% |

|  | 36.39% |

|  | 10.16% |

|  | 1.95% |

### 대한민국 제19대 국회의원 선거
|  | 55.62% |

|  | 30.16% |

|  | 9.67% |

|  | 4.54% |

### 대한민국 제20대 국회의원 선거
|  | 52.54% |

|  | 26.13% |

|  | 21.32% |

### 대한민국 제21대 국회의원 선거
|  | 64.53% |

|  | 34.55% |

|  | 0.91% |

### 대한민국 제22대 국회의원 선거
|  | 42.41% |

|  | 39.73% |

|  | 17.85% |